# UFC 139
UFC 139: Shogun vs. Henderson  è stato un evento di arti marziali miste tenuto dalla Ultimate Fighting Championship il 19 novembre 2011 all'HP Pavilion a San Jose, California, Stati Uniti d'America. L'evento è stato il primo tenuto dall'UFC a San Jose, l'ex storica "casa" della Strikeforce.
In Italia la card principale è stata trasmessa in pay per view su Sky Sport alle ore 3:00 italiane.

## Retroscena
Inizialmente l'UFC Heavyweight Champion Cain Velasquez avrebbe dovuto effettuare la sua prima difesa del titolo contro Junior dos Santos durante quest'evento. In seguito, il 2 settembre 2011, l'UFC dichiarò che tale match era stato anticipato di una settimana per il debutto dell'UFC su Fox.
Vítor Belfort avrebbe inizialmente dovuto lottare contro Cung Le in questo evento ma Belfort venne rimosso dall'incontro e sostituito con Wanderlei Silva.
Dana White ha annunciato che il vincitore del main event tra Shogun Rua e Henderson avrebbe probabilmente avuto una title shot per Light Heavyweight title, detenuto dal vincitore dell'incontro di UFC 140 tra Jon Jones e Lyoto Machida.
Johnny Eduardo avrebbe dovuto affrontare Michael McDonald ma fu costretto a rinunciare a causa di un infortunio alla spalla venendo sostituito dal debuttante Alex Soto.
Durante la cerimonia del peso ufficiale, Shamar Bailey e Nick Pace hanno fallito il loro rispettivo peso per lottare nella classe desiderata. Bailey è stato pesato 3 libbre sopra il limite mentre Pace sopra di 6. Entrambi sono stati multati del 20% del guadagno derivante dall'incontro e combattuto i loro match come catchweights di 158 e 141 libbre.

## Risultati

### Card preliminare
- Incontro categoria Catchweight (158 lb):  Shamar Bailey contro  Danny Castillo

Castillo sconfigge Bailey per TKO (punches) al minuto 4:52 del round 1.
- Incontro categoria Pesi Welter:  Matt Brown contro  Seth Baczynski

Baczynski sconfigge Brown per sottomissione (guillotine choke) al minuto 0:42 del round 2.
- Incontro categoria Catchweight (141 lb):  Miguel Torres contro  Nick Pace

Torres sconfigge Pace per decision unanime(30–27, 30–27, 30–27).
- Incontro categoria Pesi Leggeri:  Gleison Tibau contro  Rafael dos Anjos

Tibau sconfigge dos Anjos per decisione non unanime (28–29, 29–28, 30–27).
- Incontro categoria Pesi Medi:  Tom Lawlor contro  Chris Weidman

Weidman sconfigge Lawlor per sottomissione tecnica (D'Arce choke) al minuto 2:07 del round 1.
- Incontro categoria Pesi Gallo:  Michael McDonald contro  Alex Soto

McDonald sconfigge Soto per KO (pugni) al minuto 0:56 del round 1.
- Incontro categoria Pesi Mediomassimi:  Ryan Bader contro  Jason Brilz

Bader sconfigge Brilz per KO (pugno) al minuto 1:17 del round 1

### Card principale
- Incontro categoria Pesi Mediomassimi:  Stephan Bonnar contro  Kyle Kingsbury

Bonnar sconfigge Kingsbury per decisione unanime (30-27, 30–25, 30–27).
- Incontro categoria Pesi Welter:  Martin Kampmann contro  Rick Story

Kampmann sconfigge Story per decisione non unanime (28-29, 30–27, 29-28).
- Incontro categoria Pesi Gallo:  Urijah Faber contro  Brian Bowles

Faber sconfigge Bowles per sottomissione (guillotine choke) al minuto 1:27 del round 2.
- Incontro categoria Pesi Medi:  Wanderlei Silva contro  Cung Le

Silva sconfigge Le per TKO (ginocchiate e pugni) al minuto 4:49 del round 2.
- Incontro categoria Pesi Mediomassimi:  Mauricio Rua contro  Dan Henderson

Henderson sconfigge Rua per decisione unanime (48–47, 48–47, 48–47).

### Premi
Ai vincitori sono stati assegnati 70.000$ per i seguenti premi:
- Fight of the Night:  Mauricio Rua contro  Dan Henderson e  Wanderlei Silva contro  Cung Le
- Knockout of the Night:  Michael McDonald
- Submission of the Night:  Urijah Faber

### Compensi dichiarati
La seguente è la lista dei compensi riportata per i fighter che hanno partecipato all'evento. Essa non include i premi degli sponsor o i bonus dati in aggiunta dall'UFC.
- Dan Henderson: 250.000$ (nessun bonus vittoria) + 70.000$ (Fight of the Night)
- Mauricio Rua: 165.000$ + 70.000$ (Fight of the Night)
- Wanderlei Silva: 200.000$ (nessun bonus vittoria) + 70.000$ (Fight of the Night)
- Cung Le: 350.000$ + 70.000$ (Fight of the Night)
- Urijah Faber: 32.000$ + 32.000$ (bonus vittoria) + 70.000$ (Submission of the Night)
- Brian Bowles: 19.000$
- Martin Kampmann: 29.000$ + 29.000$ (bonus vittoria)
- Rick Story: 19.000$
- Stephan Bonnar: 34.000$ + 34.000$ (bonus vittoria)
- Kyle Kingsbury: 10.000$ (borsa)
- Ryan Bader: 24.000$ + 24.000$ (bonus vittoria)
- Jason Brilz: 13.000$
- Michael McDonald: 7.000$ + 7.000$ (bonus vittoria) + 70.000$ (Knockout of the Night)
- Alex Soto: 6.000$
- Chris Weidman: 12.000$ + 12.000$ (bonus vittoria)
- Tom Lawlor: 12.000$
- Gleison Tibau: 17.000$ + 17.000$ (bonus vittoria)
- Rafael Dos Anjos: 16.000$
- Miguel Torres: 30.000$ + 30.000$ (bonus vittoria)
- Nick Pace: 4.000$
- Seth Baczynski: 8.000$ + 8.000$ (bonus vittoria)
- Matt Brown: 12.000$
- Danny Castillo: 17.000$ + 17.000$ (bonus vittoria)
- Shamar Bailey: 8.000$